# كأس تونس للكرة الطائرة للرجال 2013–14
كأس تونس للكرة الطائرة للرجال 2013-2014 هو الموسم رقم 58 من كأس تونس للكرة الطائرة للرجال.

فاز بهذا الموسم الترجي الرياضي التونسي.

## روابط خارجية
- الموقع الرسمي للجامعة التونسية للكرة الطائرة.